# Eulophiella
Genre
Classification phylogénétique
Eulophiella est un genre d'orchidées terrestres ou épiphytes, endémiques à Madagascar, comptant 5 espèces.

## Étymologie
Le nom Eulophiella a été formé à partir du genre Eulophia et du suffixe grec "-iella" = égale à, indiquant la ressemblance entre les deux genres.

## Liste d'espèces
- Eulophiella capuroniana Bosser & Morat
- Eulophiella elisabethae Linden & Rolfe
- Eulophiella ericophila Bosser
- Eulophiella galbana (Ridl.) Bosser & Morat
- Eulophiella roempleriana (Rchb.f.) Schltr